# Delfim Moreira (Minas Gerais)
Delfim Moreira is een gemeente in de Braziliaanse deelstaat Minas Gerais. De gemeente telt 8.205 inwoners (schatting 2017).

## Aangrenzende gemeenten
De gemeente grenst aan Itajubá, Maria da Fé, Marmelópolis, Virgínia en Wenceslau Braz, Cruzeiro (SP) en Piquete (SP).